# Wakenitzhorst
Die Wakenitzhorste sind bzw. waren Siedlungsstellen auf beiden Ufern der Wakenitz, die ihren Ursprung zumeist, aber nicht ausschließlich in Wohnstätten von Fischern hatten.

## Begriff
Horst – sowohl die männliche als auch die weibliche Form sind korrekt, obgleich im Lübecker Raum historisch die weibliche üblich war – bezeichnet eine leicht erhöhte, herausragende und zumeist bewachsene Stelle in Feuchtgebieten. Im Falle der Fischerhorste entlang der Wakenitz waren dies Stellen, die in den sumpfigen Uferbereichen und Auwäldern des Flusses trockenen Grund boten, auf dem sich Bauten errichten ließen und der Aufenthalt möglich war.

## Geschichte
Bereits mit dem Barbarossa-Privileg von 1188 hatte Lübeck unter anderem das Vorrecht der Fischerei auf der Wakenitz erhalten, das im Reichsfreiheitsbrief von 1226 ausdrücklich bestätigt wurde. 1291 kaufte die Stadt von Herzog Albrecht II. von Sachsen die vollständigen Besitzrechte am Fluss; bis heute ist die Wakenitz von ihrem Beginn bei Rothenhusen an auf ganzer Länge Eigentum der Stadt Lübeck, die somit auch die Fischereirechte innehat. Spätestens im 14. Jahrhundert organisierten sich die Wakenitzfischer in einem eigenen Amt, dessen älteste Amtsrolle mit diversen Bestimmungen zu Fang und Verkauf von Fischen 1399 verfasst wurde.
Ursprünglich hatten die Wakenitzfischer ihre Wohnsitze in der Stadt selbst, fuhren morgens mit ihren Booten zum Fang flussaufwärts und kehrten abends zurück. Da dies viel täglichen Aufwand bedeutete und durch die zurückzulegende Wegstrecke die zum Fischfang zur Verfügung stehende Zeitspanne erheblich eingeschränkt wurde, gingen sie von einem nicht mehr erschließbaren Zeitraum an dazu über, mit amtlicher Genehmigung an geeigneten Stellen entlang des Flusses dicht am Ufer einfache Hütten von wenigen Quadratmetern Grundfläche zu errichten, die zunächst nur der Übernachtung dienten, so dass der Fischfang auf zwei oder mehrere Tage ausgedehnt werden konnte und sich die Zahl der zeitraubenden Fahrten erheblich verringerte. Zudem war es möglich, in den von Land aus nicht zugänglichen Hütten – der Wakenitzlauf wurde fast auf ganzer Strecke von einem breiten, weglosen Gürtel aus dichten Auenwäldern und Sümpfen gesäumt – die Ausrüstung sicher und dauerhaft zu lagern.
Von der ersten Hälfte des 17. Jahrhunderts an machten die Fischer die so entstandenen Fischerhorste zunehmend zu ihren ständigen Wohnstätten, wobei die Stelle der Hütten größere Fachwerkhäuser in der Art mecklenburgischer Bauernkaten einnahmen, und traten den Weg in die Stadt nur noch zum Verkauf ihres Fangs an. Ein rechtliches Problem ergab sich daraus nicht, da das Westufer der Wakenitz bis auf Höhe von Groß Grönau Lübecker Territorium war und, seit Schattin im Jahre 1300 an die Stadt gefallen war, ihr auch das komplette Ostufer bis nach Rothenhusen am Ratzeburger See gehörte; die Behausungen der Wakenitzfischer befanden sich also auf Lübecker Gebiet. Rothenhusen selbst war nie ein Fischerhorst, obgleich sich auch hier zeitweise ein Fischerbuden (so der in Lübeck gebräuchliche Singular des Begriffs) befand.
Die Fischer waren als Gegenleistung für die Nutzung städtischen Grundes für jedes Haus mit Feuerstelle zu einer jährlichen Naturalabgabe von einem halben Rauchhuhn verpflichtet; 1846 wurde diese Leistung in eine Geldzahlung in Höhe von 5 Schilling umgewandelt, mit der Währungsumstellung von 1871 dann in 15 Pfennig umgerechnet und 1914 schließlich gegen eine einmalige Ablösezahlung aufgehoben, da die Entrichtung des äußerst geringen Betrags von den Fischern häufig vergessen wurde, was in jedem solchen Fall die aufwendige Eintreibung durch einen städtischen Bediensteten notwendig machte.
Während die meisten Wakenitzhorste ihren Ursprung in sogenannten Fischerbuden hatten, gab es Ausnahmen. Nädlershorst etwa ging aus einem Fährhaus hervor und Ziegelhorst – der einzige Wakenitzhorst, der nie auf Lübecker Territorium lag – aus einer Ziegelei.
Kirchlich gehörten die drei Fischerbuden, der Kaninchenberg, die an der Wakenitz belegenen sechs Horsten und Müggenbusch zum Gemeindegebiet der Aegidienkirche.
Im 19. Jahrhundert begann die Bedeutung der Wakenitzfischerei zu schwinden, die von der Stadt vorgegebene Höchstzahl von 11 aktiven Fischerhorsten wurde nicht mehr erreicht. Mehrere Horste wurden zu Ausflugslokalen, die zum Teil bis heute existieren, andere fanden beispielsweise als Gärtnereibetrieb oder als Kinderheim neue Verwendung. Als Folge des Groß-Hamburg-Gesetzes fielen 1937 drei der vier Horste auf dem Ostufer der Wakenitz an das Land Mecklenburg, während die auf dem Westufer gelegene Nädlerhorst an die Gemeinde Groß Grönau überging. Alle Horste auf der Ostseite der Wakenitz verschwanden 1961: Drei wurden von den Grenztruppen der DDR in Zusammenhang mit den Zwangsaussiedlungen geschleift, die auf Lübecker Gebiet liegende Huntenhorst wurde im selben Jahr abgebrochen.
Von den verbliebenen Horsten dient heute keiner mehr dem Fischfang, seit der auf dem Goldberg ansässige letzte Wakenitzfischer 1975 die Fischerei aufgab.
An die heute nicht mehr existierenden Horste erinnern Straßennamen in Lübeck-Eichholz: Huntenhorster Weg, Brunshorster Weg, Stoffershorster Weg.

## Liste der Wakenitzhorste
(von Lübeck stromaufwärts)
| Name                 | Alternative Bezeichnungen                                                 | Belegt seit | Zerstört          | Beschreibung | Lage | Abbildung |
| -------------------- | ------------------------------------------------------------------------- | ----------- | ----------------- | --- | ---- | --------- |
| Goldberg             |                                                                           | 1844        | Bis heute bewohnt | Die der Stadt am nächsten gelegene Horst ist auch zugleich die jüngste und diejenige, die als letzte der Wakenitzfischerei diente. Das 1844 errichtete Wohngebäude war ursprünglich als Sommerhaus vorgesehen gewesen, wurde dann aber von der zuvor als Stadtfischer tätigen Familie Schmidt bezogen. Die Sonderstellung dieser Horst zeigt sich auch darin, dass sie nie einen Eigennamen trug: Goldberg ist einfach nur der Flurname des Geländes. In den Lübecker Adressbüchern lautete die Ortsangabe lange Zeit unweit Nöltingshof, bezogen auf ein etwa 800 Meter westlich gelegenes Gehöft. 1975 stellte der hier ansässige letzte Wakenitzfischer die Fischerei ein; das nunmehr als reines Wohnhaus genutzte Gebäude befindet sich bis heute im Besitz der Familie. |      |           |
| Spieringshorst       | 1605:Gödert von Hoevelens Horst                                           | 1595        | Bis heute bewohnt | Spieringshorst befindet sich auf der einzigen Insel der Wakenitz, die nach der Fischerhorst gleichfalls diesen Namen trägt. Allerdings standen die Fischer nicht am Anfang der Siedlungsgeschichte: 1595 ließ der Lübecker Bürgermeister Gotthard V. von Hoeveln, der damalige Eigentümer der Insel, hier ein befestigtes Anwesen mit zugehörigen Wirtschaftsgebäuden errichten. Teile der recht bald wieder aufgegebenen sogenannten Hoevelen-Burge wurden weitergenutzt, aus ihnen entstand die erste Fischerhorst, die seit 1605 den Namen Gödert von Hoevelens Horst trug. Das noch originale Fachwerks- und Mauerelemente der Hoevelenbug aufweisende erste Fischerhaus der Insel, in seiner letzten Gestalt 1710 errichtet und noch bis 1951 reiner Fischerwohnsitz, brannte am 10. Mai 2011 vollständig ab. Das zweite Fischerhaus der Insel, nach der hier ansässigen Fischerfamilie Vollert-Haus genannt, wurde um 1715 erbaut und dient heute als Wohnhaus. Das dritte und letzte der Spieringshorster Häuser war ursprünglich kein Fischerhaus, sondern scheint seinen Ursprung im Gesinde- und Küchenhaus der Hoevelenburg zu haben; ein außergewöhnlich großer Kamin und die Unterteilung in mehrere Nutzräume lassen darauf schließen. Vom 17. bis ins ausgehende 18. Jahrhundert lebte hier die Wakenitzfischer-Familie Spiering, die für die gesamte Insel namensgebend wurde. Noch bis 1965 diente es als Fischerhaus und ist heute ein Wohnhaus. |      |           |
| Erster Fischerbuden  |                                                                           | um 1650     | Bis heute bewohnt | Seit 1832 wurde auf dem Ersten Fischerbuden neben der Fischerei auch eine Gastwirtschaft betrieben und die ursprüngliche Kate 1877 durch einen größeren Neubau ersetzt, der sich zu einem beliebten Ausflugslokal entwickelte. Die Fischerei wurde 1894 eingestellt, das Lokal 1972 geschlossen und das Gebäude anschließend im Rahmen einer umfassenden Restaurierung zu einem Wohnhaus umgebaut. Vom Ersten Fischerbuden führte eine Fähre zum Hof Kaninchenberg auf der Ostseite. |      |           |
| Zweiter Fischerbuden |                                                                           | 1672        | 1910              | Der Zweite Fischerbuden befand sich auf einer Landzunge, die die Zufahrt zur Flussbucht Kleiner See flankierte. Zu Beginn des 19. Jahrhunderts entstand hier eine Ausflugswirtschaft, die sich großer Beliebtheit erfreute; nach einem Brand im Jahre 1830 wurde der Zweite Fischerbuden jedoch nicht wieder aufgebaut und aufgegeben; 1870 wurde über das Gelände die Bahnlinie nach Bad Kleinen gelegt, 1910 erfolgte der Abbruch der letzten verbliebenen Gebäude, so dass heute keine Spuren dieser Horst mehr vorhanden sind. |      |           |
| Dritter Fischerbuden |                                                                           | ca. 1670    | Bis heute bewohnt | Nach Einstellung der Fischerei verkaufte die Stadt den Dritten Fischerbuden 1844 an die neugegründete Gesellschaft zur Rettung schwer erziehbarer Kinder, die das wiederhergerichtete Wohnhaus ab 1845 als Rettungshaus nach Vorbild des Hamburger Rauhen Hauses nutzte. Heute befindet sich dort in Nachfolge dieser Einrichtung das Kinder- und Jugendheim Wakenitzhof. |      |           |
| Müggenbusch          | Eichenhorst, Mustinhorst                                                  | 1770        | Bis heute bewohnt | 1924 wurde das alte Fischerhaus vom damaligen Besitzer abgebrochen und durch eine Gastwirtschaft ersetzt, die nach einem Brand 1928 neu errichtet wurde und mit mehreren Erweiterungsbauten bis heute in Betrieb ist. |      |           |
| Huntenhorst          | Hundtenhorst, Oldenburghorst                                              | 1759        | 1961              | Die Horst trug ihren Namen nach dem Wakenitzfischer Johann Hundt, der hier 1759 ansässig war. Nach dem Ersten Weltkrieg diente die Horst nicht mehr der Fischerei, sondern erst als Forsthaus und später als Behausung eines Schäfers. Der letzte Bewohner, ein Schneider, zog 1961 in eine Lübecker Neubauwohnung. Da aufgrund des neu erlassenen Wasserschutzgesetzes eine Nachnutzung nicht mehr möglich war, wurde das leerstehende Haus abgebrochen. |      |           |
| Brunshorst           | 1781: Flintenbude; 1785: Möllershorst                                     | 1741        | 1961              | Auf Brunshorst, benannt nach dem hier 1805–1826 tätigen Wakenitzfischer Johann Heinrich Brun, wurde durchgehend Fischerei betrieben. 1937 fiel die Horst als Folge des Groß-Hamburg-Gesetzes von Lübeck an das Land Mecklenburg, und 1950 floh der letzte Brunshorster Fischer Richard Runge (* 1900; † 1984) über die Wakenitz in die Bundesrepublik. 1961 wurde Brunshorst von den Grenztruppen der DDR geschleift. |      |           |
| Stoffershorst        | 1781: Möllers Buden Horst                                                 | um 1750     | 1961              | Stoffershorst wurde seit 1910 nicht mehr als Fischerhorst genutzt, sondern entwickelte sich zu einer populären Ausflugsgaststätte. 1937 fiel sie durch das Groß-Hamburg-Gesetz von Lübeck an das Land Mecklenburg; 1945 beanspruchte die sowjetische Besatzungsmacht Gebäude und Grundstück, 1961 wurde Stoffershorst von den Grenztruppen der DDR geschleift. |      |           |
| Absalonshorst        | 1709: Kempen Bude; Lenschowerhorst; 1832: Clasohms Horst; Weidemannshorst | 1669        | Bis heute bewohnt | Absalonshorst ist benannt nach dem hier ansässigen Fischer Hans Absalom Kempe (* 1698; † 1763). Als im 20. Jahrhundert die Erträge der Wakenitzfischerei zurückgingen, wurde nach 1942 mit der zunächst noch bescheidenen Bewirtung von Gästen begonnen. Nach dem Zweiten Weltkrieg existierte das gegenüber auf dem östlichen Wakenitzufer gelegene, zuvor sehr beliebte Ausflugslokal Stoffershorst nicht mehr, und Absalonshorst übernahm dessen Rolle. Auch die Ausflugsschiffe machten nunmehr hier fest. 1950 wurde die Fischerei gänzlich aufgegeben, und Absalonshorst ist seitdem ausschließlich Restaurant und Hotel. |      |           |
| Harbershorst         | Habershorst, Fischerbude Falkenhusen                                      | um 1670     | Bis heute bewohnt | Benannt ist dieser Wakenitzhorst nach dem hier ansässigen Fischermeister Hans Joachim Habbersen (* 1700; † 1773). Um 1870 wurde die Fischerei hier aufgegeben und Habershorst stattdessen als Gärtnerei genutzt. Dazu erhielt das Gebäude wie ein Bauernhaus ein großes Dielentor in einer Stirnseite, ein Element, das keine andere der Fischerkaten aufwies. Die Erträge blieben wegen ungeeigneten Bodens gering. 1926 ging Harbershorst in den Besitz des Heiligen-Geist-Hospitals über, wechselte später in private Hände und dient heute als Wohnhaus. |      |           |
| Nädlershorst         |                                                                           | 1669        | 2003              | Nädlershorst war nie Fischerhorst, sondern wurde als Fährhaus mit Krugrecht eingerichtet. Der Fährbetrieb wurde 1926 nach Errichtung einer Brücke eingestellt, die Gastwirtschaft bestand jedoch weiter. 2003 wurde die Horst abgebrochen, da das Gelände für Renaturierungsmaßnahmen vorgesehen war. |      |           |
| Bothenhorst          | Die kleine Horst, Auf Bothens Horst                                       | 1646        | 1961              | Bothenhorst, ursprünglich Die kleine Horst genannt, wird 1646 erstmals als Fischerhorst urkundlich erwähnt. Die Fischerei wurde bereits frühzeitig aufgegeben oder nur noch als Nebenerwerb betrieben, die Bewohner waren Handwerker und Bauern. 1838 lautet die Bezeichnung nach der Familie Both, die seit spätestens dem frühen 18. Jahrhundert bis 1857 hier ansässig war, „Auf Bothens Horst“. 1670 und 1850 erfolgten Erweiterungen des Haupthauses. Die letzten Eigentümer wurden 1952 von den DDR-Behörden zwangsumgesiedelt und Bothenhorst 1961 abgebrochen. Über das Grundstück verläuft heute die Bundesautobahn 20, so dass außer einigen verbliebenen Obstbäumen keine Überreste der Horst erkennbar sind. |      |           |
| Ziegelhorst          | Tüschenbeker Horst, Ziegelhof                                             | 1640        | Bis heute bewohnt | Die stadtfernste Horst, etwa 1,3 Kilometer flussabwärts von Rothenhusen auf dem linken Wakenitzufer gelegen und als einziger der Wakenitzhorste zu keiner Zeit Teil des Lübecker Territoriums, war nie Wohnsitz von Fischern. Vielmehr ging sie aus einer Ziegelei hervor, die 1640 erstmals in Schriftquellen greifbar wird, da in jenem Jahr das zugehörige Krughaus Ziegeleikrug (auch Zischenkrug und Zisekenkrug genannt) in Dokumenten erwähnt wird. Gegen 1720 endete die Ziegelherstellung, die Horst war fortan Bauernhof. 1964 überließen die letzten Eigentümer Ziegelhorst der Vorwerker Diakonie mit der Auflage, dass der Hof von geistig Behinderten bewirtschaftet werden sollte, was bis heute geschieht. |      |           |